# Paràmetre gravitacional estàndard
En astrodinàmica, el paràmetre gravitacional estàndard ({\displaystyle \mu \!\,}) d'un cos celeste és el producte de la constant de gravitació universal ({\displaystyle G\!\,}) i la seva massa {\displaystyle M\!\,}:
{\displaystyle \mu =G\times M\!\,}
Les unitats del paràmetre gravitacional estàndard són km³s-2.

## Petit cos que orbita un cos central
Sota les hipòtesi estàndard d'astrodinàmica es té:
{\displaystyle M_{1}<<m_{2}\!\,}
on:
- {\displaystyle M_{1}\!\,}és la massa del cos orbitant,
- {\displaystyle M_{2}\!\,}és la massa del cos central,

i el paràmetre gravitacional estàndard és el del cos major.
Per a totes les òrbites circulars:
{\displaystyle \mathrm {M} =rv^{2}=r^{3}\omega ^{2}=4\pi ^{2}r^{3}/T^{2}\!\,}
on:
- {\displaystyle R\!\,} és el radi orbital,
- {\displaystyle V\!\,} és la velocitat orbital,
- {\displaystyle \Omega \!\,} és la velocitat angular,
- {\displaystyle T\!\,} és el període orbital.

L'última equació té una generalització molt simple per òrbites el·líptiques:
{\displaystyle \mathrm {M} =4\pi ^{2}a^{3}/T^{2}\!\,}
on:
- {\displaystyle A\!\,}és el semieix major.

Per a totes les trajectòries parabòliques rv ² és constant i igual a 2μ.

## Dos cossos orbitant-se mútuament
En el cas més general en què els cossos no són necessàriament un de gran i un altre petit, es defineixen:
- El vector r és la posició d'un cos amb relació a l'altre.
- r ,  v , i en el cas d'una òrbita el·líptica, el semieix major a, es defineixen respectivament (i r és la distància).
- {\displaystyle \mathrm {M} ={G}(m_{1}+m_{2})\!\,} (la suma dels dos valors μ).

on:
- {\displaystyle M_{1}\!\,} i {\displaystyle m_{2}\!\,} són les masses dels dos cossos.

Aleshores:
- Per òrbites circulars {\displaystyle rv^{2}=r^{3}\omega ^{2}=4\pi ^{2}r^{3}/T^{2}=\mu \!\,}.
- Per òrbites el·líptiques: {\displaystyle 4\pi ^{2}a^{3}/T^{2}=\mu \!\,}.
- Per trajectòries parabòliques {\displaystyle rv^{2}\!\,} és constant i igual a {\displaystyle 2\mu \!\,}.
- Per òrbites el·líptica i hiperbòliques {\displaystyle \mu }és dues vegades el valor absolut de l'energia orbital específica, en què aquesta última es defineix com l'energia total del sistema dividit per la massa reduïda.

## Terminologia i precisió
El valor de la Terra es diu constant gravitacional geocèntrica i és igual a 398.600,441 8 ± 0,000 8 km  3  s  -2 . Així que la precisió és d'1/500.000.000, molt més precisa que les precisions de G i M per separat (1/7.000 cadascuna).
El valor del Sol es diu constant heliocèntrica gravitacional i el valor és 132.712.440.018im  3  s  -2 .